# Богатырёва, Раиса Васильевна
Раи́са Васи́льевна Богатырёва (укр. Раїса Василівна Богатирьова, урождённая Лактио́нова; род. 6 января 1953, Бакал, Челябинская область, РСФСР, СССР) — советский и украинский политический и государственный деятель. Вице-премьер-министр Украины — министр здравоохранения Украины в правительстве Азарова (2012—2014).
Доктор медицинских наук, профессор.
Была народным депутатом Украины, членом бюджетного комитета Верховной рады Украины, заместителем председателя фракции Партии регионов, членом политисполкома Партии регионов; почётным президентом тендерной палаты Украины, секретарём совета национальной безопасности и обороны.
Освобождена от исполнения обязанностей постановлением № 771 Верховной рады Украины VII созыва от 23 февраля 2014 года, за которое проголосовали 287 народных депутатов.

## Биография
Родилась в рабочей семье Лактионовых Василия Петровича (1912—1985) и Анны Марковны (1918 г. р.).
С 1959 года семья Лактионовых проживает в г. Краматорск Донецкой области.
В 1977 году окончила Харьковский медицинский институт. После окончания института работала врачом, заместителем главврача по вопросам организации помощи детям и матерям.
В 1996 году защитила кандидатскую, а в 2000 году — докторскую диссертации по медицине.
Окончила заочно юридический факультет Киевского национального университета имени Тараса Шевченко (1991—1997).
В 1990 году впервые была избрана народным депутатом. В 1994—1999 годах занимала пост заместителя министра здравоохранения Украины, в 1999—2000 годах — министр здравоохранения. Исполняла обязанности научного консультанта при президенте Украины Леониде Кучме. Отмечали её близкие отношения с супругой Кучмы Людмилой, так, интересно, что орден Святого Станислава ей вручили одновременно с вручением ордена Людмиле Кучме (7 декабря 1999). Указывают, что на внеочередных выборах в парламент[прояснить] она победила в Донецке в 2000 году, где по тому же округу баллотировались Борис Колесников и Ринат Ахметов.
На президентских выборах 2004 года стала доверенным лицом кандидата в президенты Виктора Януковича. Вскоре заняла пост заместителя главы фракции Партии регионов. С декабря 2007 года — секретарь СНБОУ. Комментируя её назначение, Виктор Балога отмечал: «Кому от этого действительно было неприятно, так это Януковичу, ведь Раиса Васильевна его об этом не проинформировала. У Богатырёвой были ровные отношения с президентом (Ющенко). Поэтому такое предложение ей польстило. Скорее всего, президент чётко представлял это кадровое решение — назначить себе в офис человека, с которым ему комфортно работать. А Богатырёва хотела кадрового роста». 1 сентября 2008 года решением Политического Совета Партии Регионов Раиса Богатырёва выведена из состава руководящих органов партии и лишена партийного билета. Поводом к исключению из партии стала её позиция относительно грузино-осетинского конфликта, по которой Богатырёва критиковала Януковича, осуждавшего Грузию.
В 2006 году подверглась пластической операции. «Как стало известно журналистам, операция на лице Раисе Богатырёвой стоила 150 тыс. евро (около миллиона гривен). Раиса Богатырёва по образованию гинеколог, поэтому смогла выбрать наилучших пластических хирургов.».
28 июля 2011 года в Киево-Могилянской Академии произнесла речь, которая очень совпадала с тем, что рассказал Стив Джобс в 2005 году. Из-за данной оплошности она попала в рейтинг «5 PR-провалов украинских чиновников» по версии Forbes.
Бывший её первый заместитель в СНБОУ Степан Гавриш в начале 2012 года, спустя три месяца после своей отставки, отнёс её к «типу людей, которые играют представительскую роль и нужны для представительства определённых финансово-промышленных групп». («Она не имеет права на голос и права на позицию», — характеризовал он её.) Гавриш также подтвердил, что её назначение на пост главы СНБОУ явилось следствием договоренностей между Виктором Ющенко и Ринатом Ахметовым, и что выполнение ею этих договоренностей прослеживалось в работе СНБОУ. Он также охарактеризовал её как «человека, который может клясться в дружбе и через секунду предать».
14 февраля 2012 года указами президента Украины В. Ф. Януковича уволена с должности Секретаря Совета национальной безопасности и обороны Украины и назначена вице-премьер-министром Украины — министром здравоохранения Украины.
24 декабря 2012 года указами президента Украины уволена с предыдущей совмещённой должности и назначена министром здравоохранения Украины.

## Санкции
6 марта 2014 года Евросоюз и Канада объявили, что Богатырёва числится в списках высокопоставленных украинских чиновников, против которых вводятся финансовые санкции.

## Возбуждения уголовного дела
19 июня 2014 года Генеральная Прокуратура Украины возбудила уголовное дело по ч. 5 ст. 191 Уголовного Кодекса в отношении сотрудников Министерства Здравоохранения Украины, в числе которых значится Раиса Богатырёва, по факту растраты бюджетных средств на суммы 63,5 млн гривен, выделенных на закупку иммунобиологических препаратов, и 279 млн гривен на закупку инсулинов «Индар».
21 октября 2014 года Генеральной Прокуратурой Украины Богатырёва объявлена в розыск.
12 января 2015 года специальная комиссия Международной полицейской организации по запросу украинской стороны объявила Богатырёву в международный розыск Интерпола. 20 марта 2015 года заочно арестована Печерским районным судом Киева. В июле 2015 года Печерский райсуд разрешил Генпрокуратуре применить к Раисе Богатырёвой процедуру специального расследования, которая позволяет заочное осуждение.
19 сентября 2016 года адвокат Дмитрий Беляев, представляющий интересы Раисы Богатырёвой сообщил, что «…письмом от 12 августа 2016 года комиссия по контролю за файлами Интерпола информировала о принятии окончательного решения генерального секретариата Интерпола об отказе в проведении розыскных мероприятий в отношении Богатырёвой Р. В. Все страны-участницы уведомлены, что никакие розыскные мероприятия в отношении её не осуществляются».
27 августа 2019 года Раису задержали сотрудники пограничной службы и передали её Национальной полиции. Богатырева находится в поисковой базе МВД Украины, а суд заочно вынес решение о её содержании под стражей.

## Семья
Замужем, супруг Игорь Александрович — первый заместитель гендиректора Украинского фонда поддержки предпринимательства. Сыновья Игорь и Александр (1977 года рождения). Один из сыновей Богатырёвой Александр — депутат Киевсовета (с 2006).

## Почётные звания и награды
- Орден князя Ярослава Мудрого V ст. (18 августа 2009 года)[24]
- Орден княгини Ольги III ст. (22 августа 2002 года)[25]
- Заслуженный врач Украины (3 марта 2001 года)[26]
- Государственная премия Украины в области науки и техники 1999 года — за цикл научных работ «Органические поражения нервной системы у детей. Разработка и внедрение в практику новых методов диагностики, лечения, профилактики, медицинской реабилитации и социальной адаптации» (в составе коллектива)[27]
- Почётная грамота Кабинета министров Украины (4 января 2003 года)[28]
- Почётный гражданин Донецкой области (2007)[29]
- Великий офицер ордена Заслуг (16 апреля 1998 года, Португалия)[30]
- Офицер ордена Заслуг перед Республикой Польша (7 сентября 2009 года, Польша)[31]